# Edwardsville (Kansas)
Edwardsville es una ciudad ubicada en el de condado de Wyandotte en el estado estadounidense de Kansas. En el año 2010 tenía una población de 4340 habitantes y una densidad poblacional de 181,59 personas por km².

## Geografía
Edwardsville se encuentra ubicada en las coordenadas 39°03′48″N 94°48′52″O / 39.063428, -94.814347 (39.063428, -94.814347).

## Demografía
Según la Oficina del Censo en 2000 los ingresos medios por hogar en la localidad eran de $42,875 y los ingresos medios por familia eran $48,225. Los hombres tenían unos ingresos medios de $37,806 frente a los $23,750 para las mujeres. La renta per cápita para la localidad era de $18,887. Alrededor del 7.6% de la población estaban por debajo del umbral de pobreza.